# Патриотическое общество (Польша, 1821—1826)
Польское патриотическое общество (пол. Towarzystwo Patriotyczne) — польская тайная организация, которая действовала в 1821 — 1826 годах. 

## История
Основана группой дворянских революционеров во главе с Валерианом Лукасинським с целью восстановления национальной независимости Польши. Членами организации были в основном офицеры. Радикальные члены Патриотического общества (Лукасиньский, Шредер) выступали за социальные реформы, стремились установить контакт с горожанами и интеллигенцией. После ареста Шредера, Лукасиньского и их сподвижников в 1822 году к руководству общества пришли умеренные представители шляхты. 
В 1823 году Патриотическое общество установило связь с Южным обществом декабристов для подготовки восстания. В планы Южного общества входило возвращение Польши государственной независимости. Наладить связи с польским обществом было поручено Бестужеву-Рюмину. Переговоры Южного общества декабристов с Патриотическим обществом в 1824 — 1825 годах не привели к идеологическому сближению и совместным действиям. В 1826 году власти Российской империи арестовали членов Патриотического общества, отдали их под суд польского сейма. Суд отказался расценить деятельность Патриотического общества как государственную измену и вынес обвиняемым в 1828 году демонстративно мягкий приговор.

## Структура
Главным координирующим органом был Центральный отдел, в подчинении которого находились шесть провинций, которые в свою очередь делились на округи и гмины. Седьмой провинцией была заговорщицкая сеть, действовавшая в армии Царства Польского, которой командовал Валериан Лукасиньский. Президентом варшавской провинции был Станислав Вонгжецкий. Президентом великопольской провинции был Ян Непомук Уминский.